# Zygmunt Skrzydlewski
Zygmunt Skrzydlewski (ur. 21 lipca 1922 w Bydgoszczy, zm. 19 maja 1994 w Warszawie) – polski architekt i urbanista.

## Życiorys
Żołnierz Armii Krajowej o pseudonimie "Józef". Walczył w powstaniu warszawskim. Absolwent Wydziału Architektury Szkoły Inżynierskiej w Poznaniu w 1952. Od 1952 do 1957 pracował w poznańskim "Miastoprojekcie". Od 1957 do 1959 był zastępcą głównego architekta województwa poznańskiego, a także prezesem oddziału SARP w Poznaniu. Potem pracował w Łodzi i Warszawie (Komitet Budownictwa, Urbanistyki i Architektury). Od 1972 do 1975 był redaktorem naczelnym w miesięczniku "Architektura". Od 1977 do 1981 pracował w Instytucie Kształtowania Środowiska. Trzykrotnie pełnił funkcję sekretarza generalnego Zarządu Głównego SARP (1961-1971, 1982-1988 i 1991-1994). W czerwcu 1988 został powołany w skład Rady Ochrony Pamięci Walk i Męczeństwa (do 1990). W lutym 1989 wszedł w skład działającej przy Radzie Ochrony Pamięci Walk i Męczeństwa Komisji do spraw Upamiętnienia Ofiar Represji Okresu Stalinowskiego.
Pochowany na Cmentarzu Komunalnym Północnym w Warszawie.

## Realizacje
Najistotniejsze prace:
- osiedle mieszkaniowe w Gnieźnie (1953-54, 3000 mieszkańców),
- gimnazjum im. M. Kasprzaka w Poznaniu (1953-54),
- osiedle mieszkaniowe w Babimoście (1954),
- pomnik Adama Mickiewicza w Poznaniu z rozwiązaniem urbanistycznym placu Wolności (współautor: Józef Kaliszan, 1955, niezrealizowane),
- pomnik Wyzwolenia we Wrocławiu z ukształtowaniem placu Kościuszki (współautor: Józef Kaliszan, 1955),
- kościół parafialny w Kaliszu (współautorstwo, 1957-58),
- osiedle mieszkaniowe w Kaliszu (współautorstwo, 1958, 8000 mieszkańców)[1].

## Odznaczenia
Krzyż Kawalerski Orderu Odrodzenia Polski (1969), Złota Odznaka SARP (1958).